# El campesino y el ladrón de nidos
El campesino y el ladrón de nidos es un óleo sobre tabla del artista renacentista holandés Pieter Bruegel el Viejo, pintado en 1568. Está en el Kunsthistorisches Museum de Viena .

## Descripción
Esta pintura estuvo en las colecciones desde 1569; pasó a la colección imperial y a formar parte del Kunsthistorisches Museum cuando este se formó. Pintada un año antes de la muerte del artista, esta pintura, al igual que otras obras tardías como La tierra de Cockaigne, La danza campesina y La boda campesina, está dominada por figuras monumentales. Inmediatamente después de su regreso de Italia, Bruegel pareció no mostrar ningún interés por los tipos de figuras y composiciones italianas, volviendo a la tradición de Amberes en la que se había formado. Sin embargo, en estas últimas obras demuestra que su estudio de la pintura italiana había arraigado: estas figuras demuestran su conocimiento del arte italiano y en particular de la obra de Miguel Ángel.

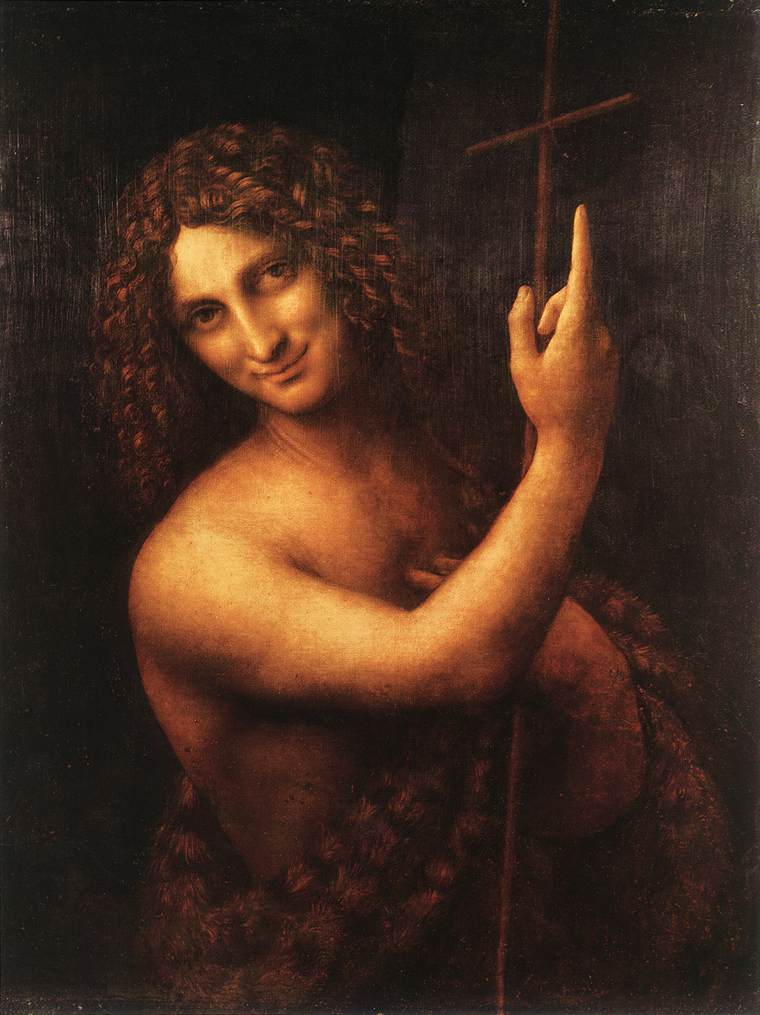
San Juan Bautista, de Leonardo da Vinci, 1513-16.

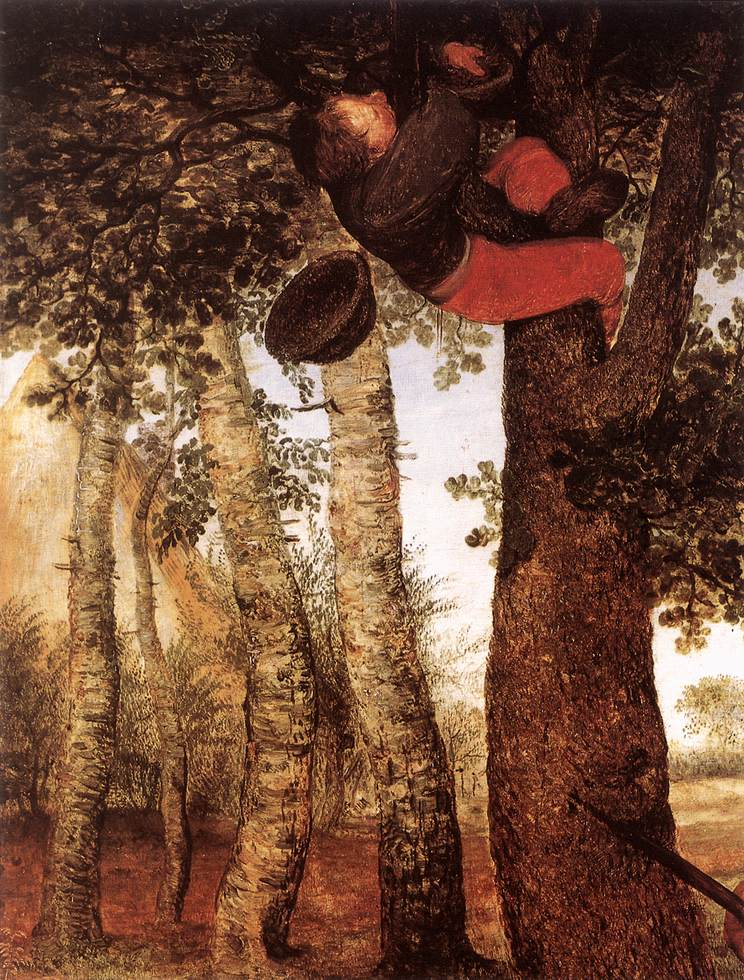
Detalle de El ladrón de nidos

Este tema inusual aparentemente ilustra un proverbio holandés :
Dije den nest Weet dijen weeten, dijen Roft dij heeten.

Quien sabe dónde está el nido, tiene el conocimiento; quien lo roba, tiene el nido. 
El cuadro presenta un contraste moralizante entre el individuo activo y malvado y el hombre pasivo que es virtuoso pese a la adversidad (un tema similar aparece en su dibujo Los apicultores)Y por último se podría sugerir que el hombre que señala está juzgando al ladrón sin darse cuenta de que casi se cae al agua en frente a él.
Se ha sugerido que, con su conocimiento del arte italiano, Bruegel pretendía que el gesto del campesino fuera una parodia profana del gesto del San Juan de Leonardo (ver imagen a la izquierda ).